# Нижняя Кама (национальный парк)
Нижняя Кама — Национальный парк на территории Республики Татарстан, образован 20 апреля 1991 года.

## География
Национальный парк расположен на северо-востоке республики, в долине реки Кама и её притоков Тойма, Криуша, Танайка, Шильна. Административно территория парка расположена в границах Елабужского и Тукаевского районов. Площадь национального парка — 26601 га.

## Климат
Климат территории умеренно-континентальный. Лето тёплое, а зима умеренно холодная. В январе средняя температура — − 13,8 °С, в июле средняя температура — 19,6 °С. Среднегодовое количество осадков составляет 420-480 мм.

## Фауна

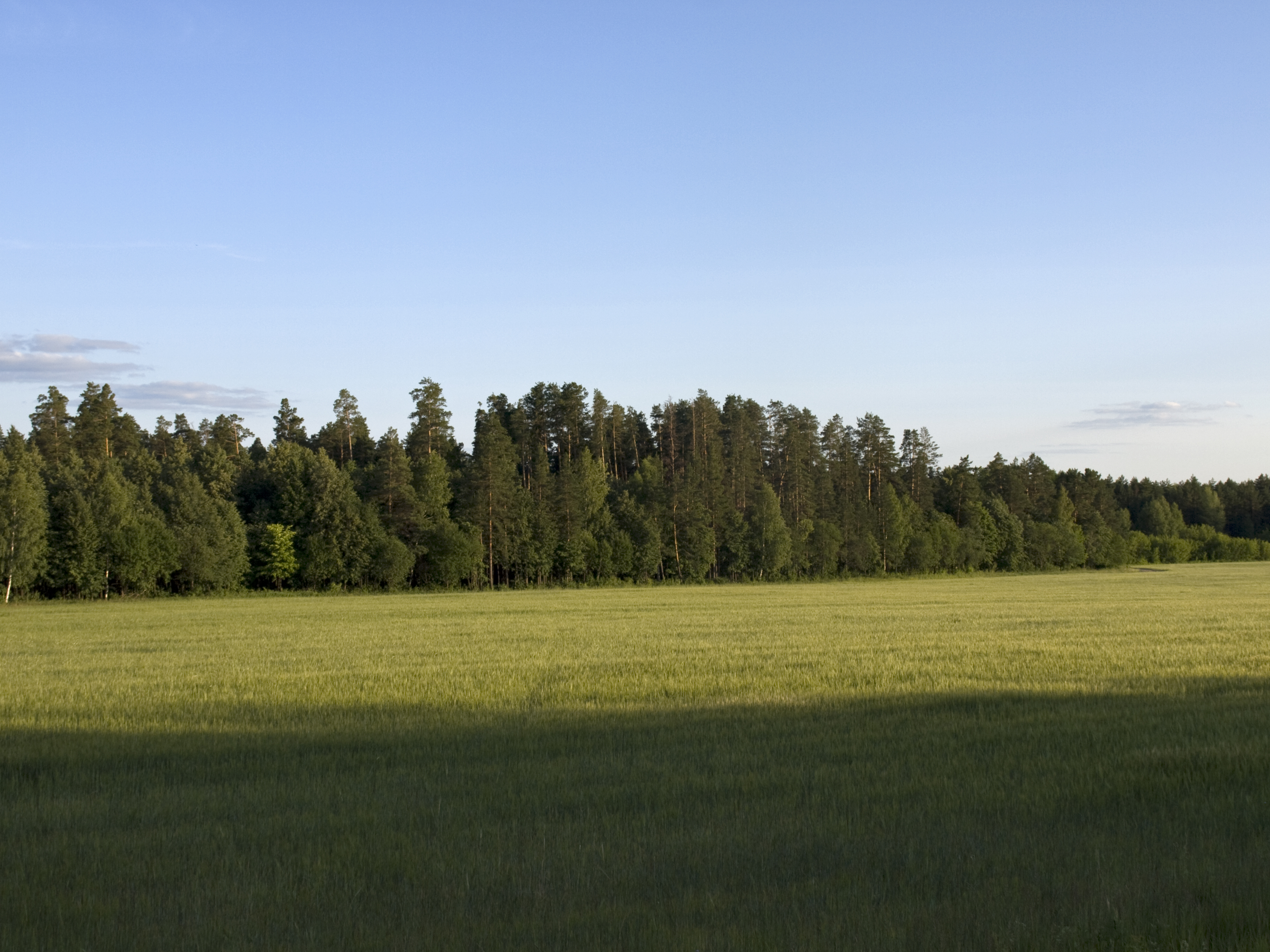
Участок Малый Бор, около Елабуги

Представлен 41 вид млекопитающих, среди них и типичные обитатели леса: лось, косуля, кабан, рысь, барсук, лесная куница, белка, ласка; и обитатели водоёмов и их прибрежной части: бобр, ондатра, выдра, енотовидная собака. Обитающие в национальном парке водяная ночница, бурый ушан, лесной нетопырь, лесная мышовка и бурундук являются редкими видами и занесены в Красную книгу Татарстана. Достаточно разнообразна орнитофауна (более 180 видов, в том числе 136 видов гнездящихся). Большинство видов относятся к лесным, к видам открытых пространств и к видам водно-болотных угодий. К фоновым относятся чёрный коршун, ястреб-тетеревятник, кряква, серая цапля, большой пёстрый дятел, вальдшнеп, озёрная чайка, серая неясыть, сойка и др. Редкими являются 22 вида птиц (занесены в Красную книгу Татарстана) — филин, серая неясыть, длиннохвостая неясыть, полярная сова, орлан-белохвост, обыкновенная пустельга, ремез, кедровка, черноголовый хохотун и др. Также фауна представлена 10 видами земноводных (редкие виды — гребенчатый тритон, серая жаба), 6 видами пресмыкающихся (редкие виды — обыкновенная гадюка, обыкновенная медянка, ломкая веретеница), 16 видами рыб (озёрные и речные виды, такие как щука, судак, бёрш, сазан, стерлядь, лещ, налим, сом, синец, обыкновенный вьюн, каспийская рыба-игла и др.). Достаточно обильно представлены беспозвоночные — более 1000 видов, 22 вида из которых занесены в Красную книгу Татарстана.

## Флора

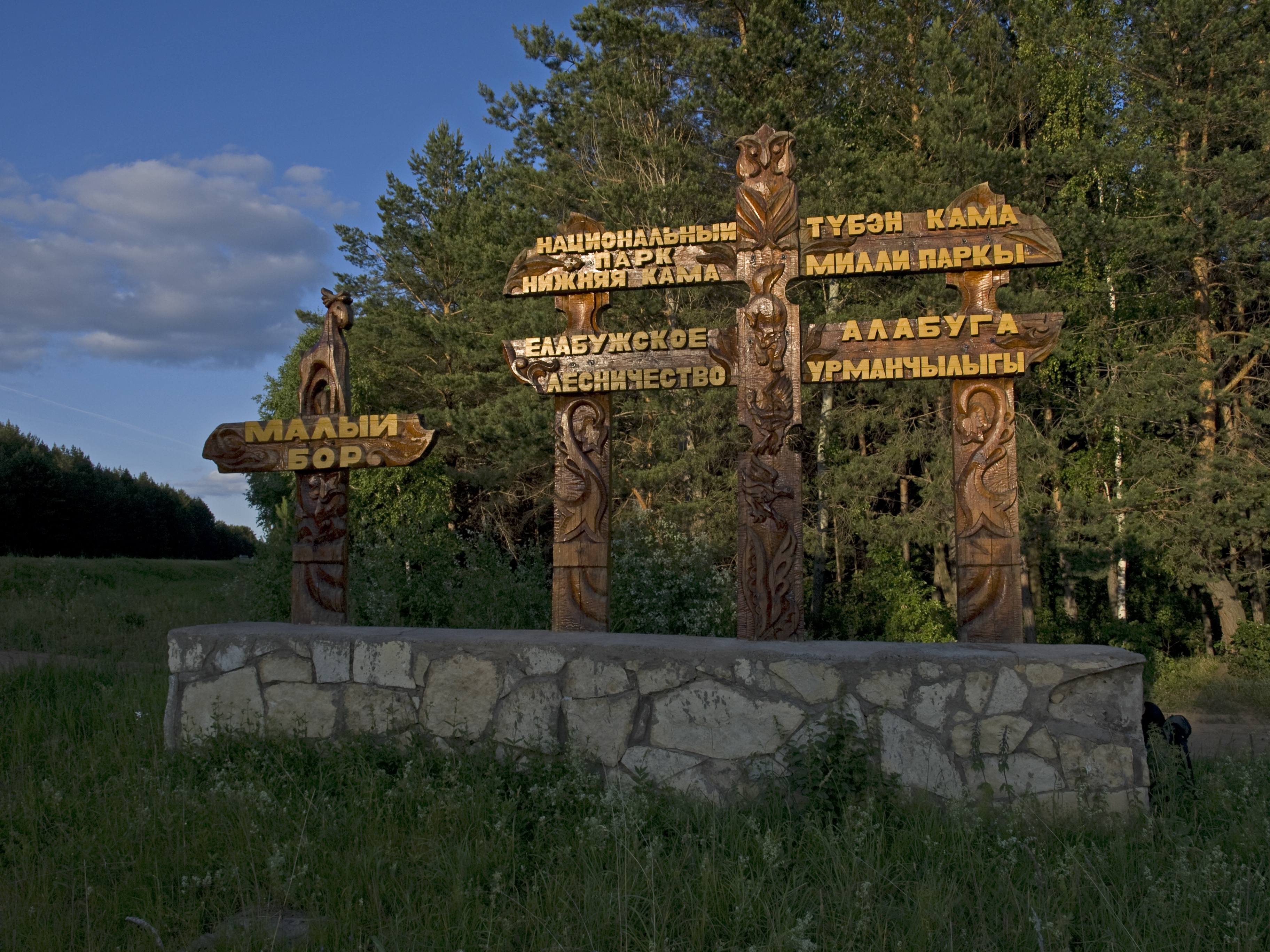
Малый Бор

Положение парка на границе трёх природно-климатических подзон (широколиственно-еловых и широколиственных лесов, луговых степей) обусловило разнообразие природно-ландшафтных комплексов и флоры парка.

## Туризм

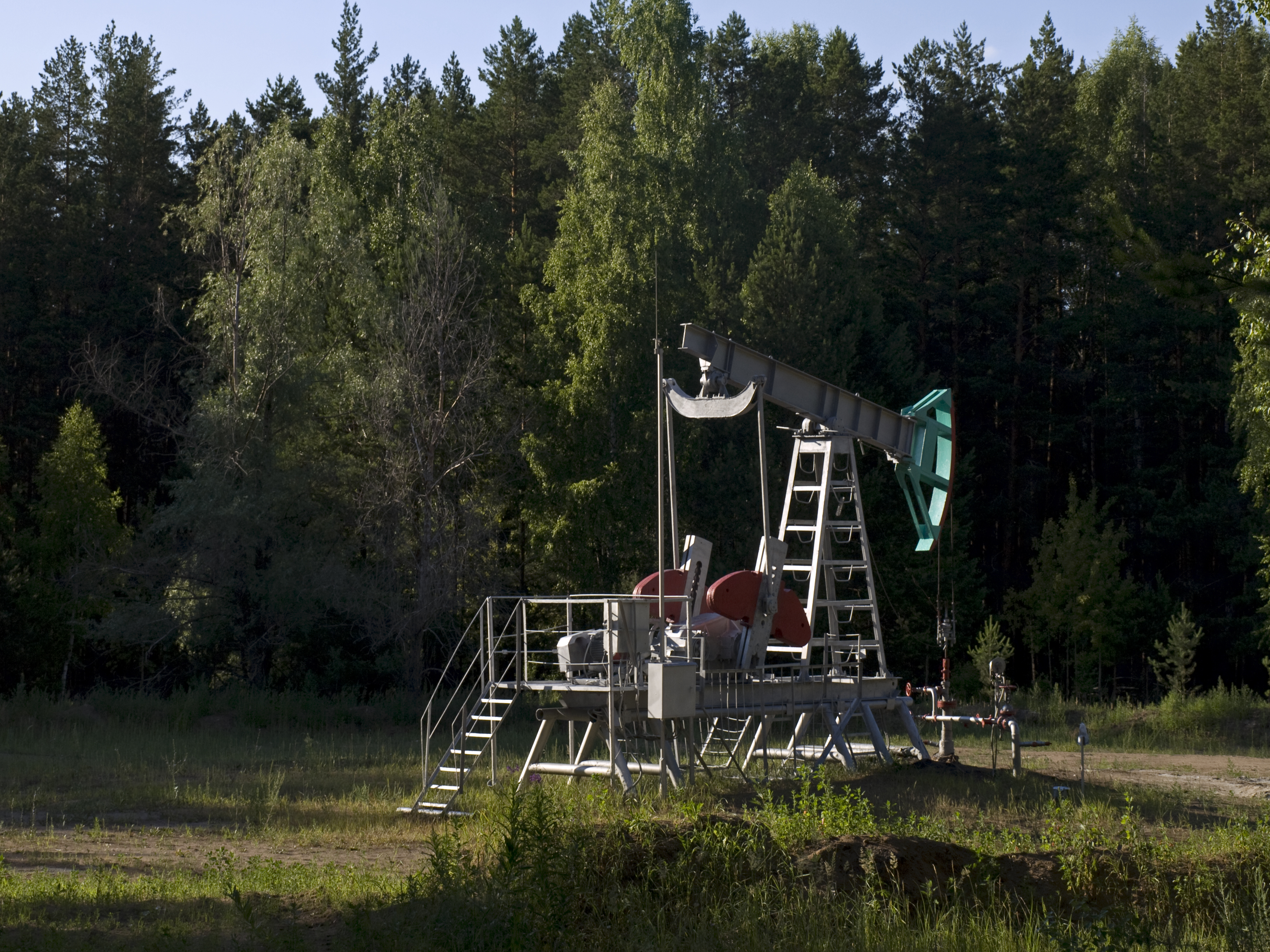
Нефтекачка на территории парка, около деревни Поспелово

На территории парка намечено несколько сухопутных и водных туристских маршрутов по лесным массивам, а также водные маршруты по акватории водохранилища, по рекам Каме и Криуше.